# Bielawy (Nowe Prażuchy)
Bielawy – część wsi Nowe Prażuchy w Polsce, położona w województwie wielkopolskim, w powiecie kaliskim, w gminie Ceków-Kolonia.
Bielawy wchodzą w skład sołectwa Nowe Prażuchy.
W latach 1975–1998 Bielawy należały administracyjnie do województwa kaliskiego.